# Hoch wie nie
Hoch wie nie (in italiano: Alto come non mai) è un doppio album postumo del musicista austriaco Falco, deceduto nel 1998.

## Il disco
L'album è stato pubblicato in occasione del suo cinquantesimo compleanno in due versioni. L'edizione limitata contiene il singolo Urban Tropical, che precedentemente era soltanto disponibile come b-side del singolo Rock Me Amadeus. Esiste anche in versione DVD. Al di fuori dell'Europa, l'album è stato pubblicato il 2 agosto 2007.

## Tracce

### CD 1
(Durata 1:13:43)
1. Der Kommissar - 3:52 - (Robert Ponger/Falco)
2. Vienna Calling - 4:08 - (Bolland&Bolland/Falco)
3. Jeanny - 5:53 - (Bolland&Bolland/Falco)
4. Emotional - 4:54 - (Bolland&Bolland/Falco)
5. The Sound of Musik - 4:57 - (Bolland&Bolland/Falco)
6. Junge Römer - 4:30 - (Robert Ponger/Falco)
7. Wiener Blut - 3:31 - (Bolland&Bolland/Falco)
8. Hoch wie nie - 4:21 - (Robert Ponger/Falco)
9. Munich Girls - 4:17 - (Bolland&Bolland/Falco)
10. Nachtflug - 3:15 - (Bolland&Bolland/Falco)
11. No Answer (Hallo Deutschland) - 3:37 - (Robert Ponger/Falco)
12. Nur mit dir - 4:27 - (Robert Ponger/Falco)
13. Helden von Heute - 4:07 - (Robert Ponger/Falco)
14. Kann es Liebe sein - 4:06 - (Robert Ponger/Falco)
15. Ihre Tochter - 4:26 - (Robert Ponger/Falco)
16. Auf der Flucht - 4:36 - (Robert Ponger/Falco)
17. Ganz Wien - 5:05 - (Falco)

### CD 2
(Durata 1:09:07)
1. Rock Me Amadeus - 3:32 - (Bolland&Bolland/Falco)
2. Maschine brennt - 3:38 - (Robert Ponger/Falco)
3. America - 3:56 - (Bolland&Bolland/Falco)
4. Out Of The Dark - 3:36 - (T.Börger/Falco)
5. Egoist - 3:39 - (T.Börger/Falco)
6. Brillantin' Brutal' - 3:47 - (Robert Ponger/Falco)
7. Data De Groove - 4:58 - (Robert Ponger/Falco)
8. Verdammt wir leben noch (versione album) - 5:15 - (Thomas Rabitsch/Th. Lang/Falco)
9. Naked - Falco feat. T-MB - 3:48
10. Mutter, der Mann mit dem Koks ist da - T-MA aka Falco - 3:40
11. Titanic - 3:56 - (Bolland&Bolland/Falco)
12. Europa (versione album) - 5:07 - (Thomas Rabitsch/Th. Lang/D.Tinhof)
13. Coming Home (Jeanny Part 2, Ein Jahr danach) - 5:32 - (Bolland&Bolland/Falco)
14. It's All Over Now, Baby Blue (Rough Mix) - 4:40 - (Bob Dylan/Falco)
15. Tribute To Falco * (Radio Mix) 3:26 - The Bolland Project feat. Alida
16. Männer des Westens * (T. Börger Version 2007) - 3:25
17. Urban Tropical * - 3:51 - (Falco)

* Bonus

## Singolo speciale: Männer des Westens (2007)
Vi è inoltre una nuova versione del brano Männer des Westens. La versione rinnovata contiene un ritmo simile al Rap come sottofondo. Il singolo è stato pubblicato il 16 febbraio 2007.

## Classifiche
| Anno | Album        | Top | Top | Top | Top | Top | Top | Top | Top |
| Anno | Album        | A   | D   | CH  | UK  | USA | N   | IT  | S   |
| ---- | ------------ | --- | --- | --- | --- | --- | --- | --- | --- |
| 2007 | Hoch wie nie | 1   | 2   | 5   | ?   | TBD | ?   | ?   | ?   |